# Marcio Borges
Marcio Borges (* 20. Januar 1973 in Rio de Janeiro als Marcio dos Santos Borges) ist ein ehemaliger brasilianischer Fußballspieler.
In der Saison 1996/97 wechselte er vom brasilianischen Club Botafogo FR in die Schweizer Challenge League zum Yverdon Sport FC. Bereits eine Saison später schloss er sich dem SV Waldhof Mannheim an, von wo aus er in der Saison 1999/2000 zu Arminia Bielefeld transferiert wurde.
Damit war der Innenverteidiger einer der dienstältesten Arminen. Er hatte zuletzt einen Vertrag bis 2008, der sowohl für die 1. als auch die 2. Bundesliga galt. Dieser Vertrag wurde jedoch im September 2007 aufgelöst, da er in den sportlichen Planungen keine Rolle mehr spielte und er zudem nach Brasilien zurückkehren wollte. Er hat seine Karriere beendet.
Marcio Borges ist verheiratet und hat drei Kinder.

## Statistik
Stationen
- Botafogo FR (bis 1997)
- Yverdon Sport FC (1997–1998)
- Waldhof Mannheim (1998–1999)
- Arminia Bielefeld (1999–2007)

Einsätze
- 1. Bundesliga

| Einsätze | Tore | Saison    | Verein            |
| -------- | ---- | --------- | ----------------- |
| 2        | –    | 1999–2000 | Arminia Bielefeld |
| 11       | –    | 2002–2003 | Arminia Bielefeld |
| 51       | 2    | 2004–2007 | Arminia Bielefeld |
| 64       | 2    | gesamt    |                   |

- 2. Bundesliga

| Einsätze | Tore | Saison    | Verein            |
| -------- | ---- | --------- | ----------------- |
| 57       | 6    | 2000–2002 | Arminia Bielefeld |
| 19       | –    | 2003–2004 | Arminia Bielefeld |
| 76       | 6    | gesamt    |                   |

Titel / Erfolge
- Aufstieg in die 1. Bundesliga 2002 und 2004 mit Arminia Bielefeld